# Suzie Templeton
Suzie Templeton (* 1967 in Hampshire) ist eine britische Regisseurin von Trickfilmen.
Templeton ist Absolventin des Royal College of Art. Ihr Arbeiten dort waren Stanley (1999) und ihr Abschlussfilm Dog (2001). Der Produzent Hugh Welchman nahm sie im selben Jahr für die knapp halbstündige Prokofjew-Adaption Peter und der Wolf unter Vertrag, die 2006 abgeschlossen war und 2008 einen Oscar erhielt.